# Biała Rawska
Biała Rawska ['bʲawa 'rafska] anhörenⓘ ist eine Stadt in der Woiwodschaft Łódź in Polen. Sie ist Sitz der gleichnamigen Stadt-und-Land-Gemeinde mit 11.239 Einwohnern (Stand 31. Dezember 2020) und liegt am Fluss Białka.

## Geschichte
Die erste Erwähnung einer Besiedlung stammt vom 24. August 1295. 1313 war der Ort Eigentum von Siemowita I., einem Sohn Bolesławs II. Zwischen 1472 und 1498 erhielt der Ort das Stadtrecht. Das 17. und 18. Jahrhundert waren für die Stadt eine Zeit des Niedergangs. 1777 lebten nur noch 186 Menschen im Ort. Infolge der 3. Teilung Polens gehörte die Stadt zwischen 1795 und 1807 zu Preußen, dann zum Herzogtum Warschau. Die Einwohnerzahl stieg von 467 im Jahre 1810 auf 2051 im Jahre 1900. 1848 wurde eine Synagoge errichtet. Die Bevölkerung von Biała Rawska bestand aus etwa 3800 Einwohnern, wobei über die Hälfte jüdisch waren. 1870 verlor die vom Niedergang betroffene Stadt ihre Stadtrechte. 1916 erhielt die Stadt eine Grundschule. 1921 lebten etwa 2700 Menschen in der Stadt und vier Jahre später erhielt Biała Rawska sein Stadtrecht zurück. Zu Beginn des Zweiten Weltkrieges lebten 3119 Menschen in der Stadt. Durch die Deutschen wurde ein Ghetto für die Juden errichtet, in dem etwa 6000 Menschen leben mussten. 1943 wurden durch die Nationalsozialisten die Juden der Stadt zuerst ins Ghetto Rawa Mazowiecka und danach ins Vernichtungslager Treblinka deportiert, die Bevölkerung des Ortes wurde damit halbiert. Die Befreiung der Stadt von der deutschen Besetzung durch die Rote Armee erfolgte am 17. Januar 1945.

## Gemeinde
Zur Stadt-und-Land-Gemeinde (gmina miejsko-wiejska) Biała Rawska mit einer Fläche von 209 km² gehören die Stadt selbst und eine Reihe von Dörfern mit Schulzenämtern.

## Verkehr
Der Bahnhof Biała Rawska ist der Endbahnhof der Museumsschmalspurbahn Rogów–Biała Rawska.